# Metadixa tritiara
Metadixa tritiara är en tvåvingeart som beskrevs av Peters 1994. Metadixa tritiara ingår i släktet Metadixa och familjen u-myggor.
Artens utbredningsområde är Filippinerna. Inga underarter finns listade i Catalogue of Life.